# العلاقات الروسية السلوفينية
العلاقات الروسية السلوفينية هي العلاقات الثنائية التي تجمع بين روسيا وسلوفينيا.

## مقارنة بين البلدين
هذه مقارنة عامة ومرجعية للدولتين:
| وجه المقارنة                                              | روسيا                                   | سلوفينيا                                                      |
| --------------------------------------------------------- | --------------------------------------- | ------------------------------------------------------------- |
| المساحة (كم2)                                             | 17.08 مليون                             | 20.27 ألف                                                     |
| عدد السكان (نسمة)                                         | 146.80 مليون                            | 2.07 مليون                                                    |
| الكثافة السكانية (ن./كم²)                                 | 8.59                                    | 102.12                                                        |
| العاصمة                                                   | موسكو                                   | ليوبليانا                                                     |
| اللغة الرسمية                                             | اللغة الروسية                           | اللغة السلوفينية، اللغة الإيطالية، لغة مجرية                  |
| العملة                                                    | روبل روسي                               | يورو، تولار سلوفيني                                           |
| الناتج المحلي الإجمالي (بليون دولار)                      | 1.58 تريليون                            | 48.77 مليار                                                   |
| الناتج المحلي الإجمالي (تعادل القوة الشرائية) بليون دولار | 3.69 تريليون                            | 66.01 مليار                                                   |
| الناتج المحلي الإجمالي الاسمي للفرد دولار أمريكي          | 9.09 ألف                                | 20.73 ألف                                                     |
| الناتج المحلي الإجمالي للفرد دولار أمريكي                 |                                         | 30.40 ألف                                                     |
| مؤشر التنمية البشرية                                      | 0.798                                   | 0.880                                                         |
| رمز المكالمات الدولي                                      | +7                                      | +386                                                          |
| رمز الإنترنت                                              | .ru، .рф، .рус ‏، .su                    | .si                                                           |
| المنطقة الزمنية                                           | Magadan Time ‏، ت ع م+02:00، ت ع م+12:00 | توقيت وسط أوروبا، ت ع م+01:00، ت ع م+02:00، أوروبا/ليوبليانا ‏ |

## مدن متوأمة
في ما يلي قائمة باتفاقيات التوأمة بين مدن روسية وسلوفينية:
- ترتبط أستراخان مع ليوبليانا باتفاقية توأمة منذ 1996.[16][16][16][16]
- ترتبط سامارا مع كوبر باتفاقية توأمة منذ 1992.
- ترتبط سانت بطرسبرغ مع ماريبور باتفاقية توأمة منذ 2 أكتوبر 1967.
- ترتبط موسكو مع ليوبليانا باتفاقية توأمة منذ 16 يوليو 1991.
- ترتبط تشيريبوفيتس مع تسليه باتفاقية توأمة.
- ترتبط أوريول مع ماريبور باتفاقية توأمة منذ 5 يناير 2003.[17][17][17][17]

## منظمات دولية مشتركة
يشترك البلدان في عضوية مجموعة من المنظمات الدولية، منها:
| علم المنظمة | اسم المنظمة                        | تاريخ انضمام روسيا | تاريخ انضمام سلوفينيا |
| ----------- | ---------------------------------- | ------------------ | --------------------- |
|             | المنظمة الهيدروغرافية الدولية      | ?                  | ?                     |
|             | منظمة الشرطة الجنائية الدولية      | 27 سبتمبر 1990     | ?                     |
|             | الاتحاد البريدي العالمي            | ?                  | ?                     |
|             | منظمة التجارة العالمية             | 22 أغسطس 2012      | ?                     |
|             | الفريق المعني برصد الأرض           | ?                  | ?                     |
|             | مجموعة الموردين النوويين           | ?                  | ?                     |
|             | مؤسسة التنمية الدولية              | 16 يونيو 1992      | 25 فبراير 1993        |
|             | اتفاقية السماوات المفتوحة          | ?                  | ?                     |
|             | منظمة الأمن والتعاون في أوروبا     | 1992               | 24 مارس 1992          |
|             | مؤسسة التمويل الدولية              | 12 أبريل 1993      | 25 فبراير 1993        |
|             | مجلس أوروبا                        | 28 فبراير 1996     | ?                     |
|             | منظمة حظر الأسلحة الكيميائية       | ?                  | ?                     |
|             | الأمم المتحدة                      | 24 أكتوبر 1945     | 22 مايو 1992          |
|             | الاتحاد الدولي للاتصالات           | 1866               | 16 يونيو 1992         |
|             | البنك الدولي للإنشاء والتعمير      | 16 يونيو 1992      | 25 فبراير 1993        |
|             | وكالة ضمان الاستثمار متعدد الأطراف | 29 ديسمبر 1992     | 19 مارس 1993          |
|             | يونسكو                             | 21 أبريل 1954      | 27 مايو 1992          |

## وصلات خارجية
- موقع وزارة الخارجية الروسية
- موقع وزارة الخارجية السلوفينية